# Рюкандефосен
Рюкандефосен (норв. Rjukandefossen) — подвійний водоспад заввишки приблизно 18 м. Розташований у Норвегії, поблизу села Тув комуни Гемседал. Рюкандефосен отримує воду від річки Мьоркедьола (норв. Mørkedøla), що у свою чергу живиться талими водами снігових шапок з гір.

## Назва
Назва походить зі старонорвезької мови. Приставка Rjúkandi означає курити, foss — водоспад. Очевидно, отримала назву від туману, що здіймається від падіння води в урвище.

## Розташування
Рукандефосен розташований за 6 км. від селища Тув, біля туристичного міста Хемседаль. Доїхати туди можна по дорозі Rv52. Біля нижнього водоспаду створений оглядовий майданчик і пішохідний підвісний міст через урвище.